# رودخانه تمساح بزرگ
رودخانه تمساح بزرگ (انگلیسی: The Great Alligator River) یک فیلم ماجراجویی به کارگردانی سرجو مارتینو است که در سال ۱۹۷۹ منتشر شد.

## بازیگران
- باربارا باک
- کلاودیو کاسینلی
- مل فرر
- ریچارد جانسون
- رومانو پوپو
- لری دل سانتو
- کلارا کولوسیمو